# Odontocolon microclausum
Odontocolon microclausum är en stekelart som beskrevs av Tohru Uchida 1955. Odontocolon microclausum ingår i släktet Odontocolon och familjen brokparasitsteklar. Inga underarter finns listade i Catalogue of Life.